# 許欽寂
许钦寂（7世纪？—696年），唐朝安州安陆（今湖北省安陆市）人，祖籍高阳（今河北省高阳县），许力士的长子。

## 生平
许钦寂嗣封谯国公，万岁登封元年（696年）为夔州都督府长史。契丹李尽忠作乱，以许钦寂兼龙山军讨击副使，抵达崇州，战败被擒。其后，契丹围攻安东，胁迫许钦寂劝说未克的属城。安东都督裴玄珪当时在城下，许钦寂对他说：“狂贼天殃，朝夕当灭，裴公应该谨守励兵，以全忠节。”契丹军大怒，将他杀害。武则天下制褒美，赠蕲州刺史，谥号忠。

## 子孙
- 子：許輔，右金吾大將軍
  - 孫：許諫，河南丞
  - 孫：許論，監察御史
  - 孫：許詵，歸州刺史
  - 孫：許諷，監察御史
- 子：許輔德，宕州刺史[3]